# Bernardo Bello
Bernardo Francisco Bello Gutiérrez (Quillota, 1933. december 8. – Santiago de Chile, 2018. szeptember 14.) válogatott chilei labdarúgó, csatár.

## Pályafutása
1953 és 1964 között a Colo-Colo labdarúgója volt, ahol három bajnoki címet és egy chilei kupa-győzelmet szerzett a csapattal. 1954 és 1963 között kilenc alkalommal szerepelt a chilei válogatottban és két gólt szerzett.

## Sikerei, díjai
Colo-Colo
- Chilei bajnokság
  - bajnok (3): 1956, 1960, 1963
- Chilei kupa
  - győztes: 1958